# Заводинка
Заводинка (каз. Заводинка) — село в Зыряновском районе Восточно-Казахстанской области Казахстана. Входит в состав Прибрежной поселковой администрации. Код КАТО — 634849200.

## Население
В 1999 году население села составляло 173 человека (81 мужчина и 92 женщины). По данным переписи 2009 года, в селе проживало 116 человек (49 мужчин и 67 женщин).